# Nazionale maschile di calcio della Palestina
La nazionale di calcio della Palestina è la squadra nazionale dello Stato di Palestina ed è posta sotto l'egida della Federazione calcistica della Palestina, fondata nel 1962 ma riconosciuta dalla FIFA solo nel 1998, dopo la creazione dell'Autorità Nazionale Palestinese nel 1994.
Non si è mai qualificata per il campionato mondiale. Si è qualificata a tre edizioni della Coppa d'Asia (2015, 2019, 2023), ottenendo come miglior risultato gli ottavi di finale nell'edizione del 2023.
Occupa il 93º posto del ranking FIFA.

## Storia
Nonostante le grandi difficoltà organizzative (le partite in casa venivano solitamente giocate a Doha in Qatar, mentre gli allenamenti si disputavano ad Ismailia, in territorio egiziano), la selezione scalò la classifica FIFA, riuscendo a passare dal 191º posto dell'agosto 1999 al 115° dell'aprile 2006. Dal 27 ottobre 2008 la selezione palestinese gioca le partite di casa nel proprio territorio.
La nazionale palestinese giocò la sua prima gara nel proprio territorio solo il 27 ottobre 2008 allo Stadio Al-Husseini, nella città di Al-Ram, nelle vicinanze di Ramallah. L'amichevole con la Giordania organizzata per l'occasione si concluse sul risultato di 1-1.
Il 9 marzo 2010 si disputò il primo incontro ufficiale della Palestina nei territori occupati. La partita, valida per le qualificazioni alle Olimpiadi del 2012, vide la sconfitta della formazione di casa, superata ai tiri di rigore dalla Thailandia.
Il primo storico successo della Palestina in un evento internazionale risale all'AFC Challenge Cup 2014, dove la squadra trionfò sconfiggendo in finale le Filippine, guadagnandosi così la partecipazione alla Coppa d'Asia 2015, la massima competizione continentale per nazioni. L'esordio nella fase finale di tale competizione avvenne il 12 gennaio 2015 contro il Giappone con una sconfitta per 0-4. Negli altri due incontri la nazionale palestinese subì altrettante sconfitte contro Giordania (1-5) e Iraq (0-2), chiudendo all'ultimo posto del girone, con zero punti ottenuti.
Nelle qualificazioni al campionato del mondo 2018 ottenne due vittorie per 6-0 contro la Malaysia e un pareggio interno contro l'Arabia Saudita, rimanendo in corsa per l'ammissione al terzo turno delle eliminatorie AFC fino alla penultima giornata, quando a condannare i palestinesi all'eliminazione fu una sconfitta contro gli Emirati Arabi Uniti nel marzo 2016. La squadra chiuse poi il girone battendo per 7-0 Timor Est, finendo terza dietro Arabia Saudita e Emirati Arabi Uniti e davanti a Malaysia e Timor Est, con un divario di tre punti dagli emiratini.
Il 10 ottobre 2017, battendo per 10-0 il Bhutan nel girone eliminatorio, si qualificò alla Coppa d'Asia 2019 negli Emirati Arabi Uniti. Alla sua seconda manifestazione continentale figurò meglio, anche se fu eliminata al primo turno, piazzandosi al terzo posto nel girone, alle spalle di Giordania e Australia, dopo aver raccolto due punti in tre partite (0-0 con la Siria, sconfitta per 0-3 contro l'Australia e 0-0 con la Giordania).
La Palestina fu estromessa dal campionato del mondo 2022 finendo terza nel girone D della seconda fase delle qualificazioni AFC, ma in compenso riuscì a qualificarsi per la Coppa d'Asia 2023 vincendo il girone B della terza fase delle qualificazioni. Il gruppo C della fase a gironi della Coppa d'Asia vide i palestinesi finire terzi dietro a Iran e Emirati Arabi Uniti perdendo per 4-1 contro la prima e pareggiando per 1-1 contro la seconda in vantaggio numerico per tutto il secondo tempo per via dell'espulsione di un giocatore avversario; la vittoria nell'ultima partita contro Hong Kong per 3-0 e il precedente pareggio contro gli emiratini bastarono per raccogliere 4 punti totali, al pari di questi ultimi, superando il turno come una delle migliori terze e raggiungendo per la prima volta la fase a eliminazione diretta di un torneo internazionale. Agli ottavi, contro il Qatar padrone di casa, la Palestina perse per 2-1 dopo essere stata in vantaggio.
Nel giugno 2024 la squadra riuscì a qualificarsi per la prima volta al eliminatore AFC del campionato del mondo, proseguendo la corsa per un posto nella Coppa del mondo 2026.

## Partecipazioni ai tornei internazionali

### Mondiali
| Anno | Luogo                          | Piazzamento      | V | N | P | Gol |
| ---- | ------------------------------ | ---------------- | - | - | - | --- |
| 1930 | Uruguay                        | Non partecipante | - | - | - | -   |
| 1934 | Italia                         | Non partecipante | - | - | - | -   |
| 1938 | Francia                        | Non partecipante | - | - | - | -   |
| 1950 | Brasile                        | Non partecipante | - | - | - | -   |
| 1954 | Svizzera                       | Non partecipante | - | - | - | -   |
| 1958 | Svezia                         | Non partecipante | - | - | - | -   |
| 1962 | Cile                           | Non partecipante | - | - | - | -   |
| 1966 | Inghilterra                    | Non partecipante | - | - | - | -   |
| 1970 | Messico                        | Non partecipante | - | - | - | -   |
| 1974 | Germania Ovest                 | Non partecipante | - | - | - | -   |
| 1978 | Argentina                      | Non partecipante | - | - | - | -   |
| 1982 | Spagna                         | Non partecipante | - | - | - | -   |
| 1986 | Messico                        | Non partecipante | - | - | - | -   |
| 1990 | Italia                         | Non partecipante | - | - | - | -   |
| 1994 | Stati Uniti                    | Non partecipante | - | - | - | -   |
| 1998 | Francia                        | Non partecipante | - | - | - | -   |
| 2002 | Giappone / Corea del Sud       | Non qualificata  | - | - | - | -   |
| 2006 | Germania                       | Non qualificata  | - | - | - | -   |
| 2010 | Sudafrica                      | Non qualificata  | - | - | - | -   |
| 2014 | Brasile                        | Non qualificata  | - | - | - | -   |
| 2018 | Russia                         | Non qualificata  | - | - | - | -   |
| 2022 | Qatar                          | Non qualificata  | - | - | - | -   |
| 2026 | Stati Uniti / Canada / Messico | Non qualificata  | - | - | - | -   |

### Coppa d'Asia
| Anno | Luogo                                   | Piazzamento      | V | N | P | Gol  |
| ---- | --------------------------------------- | ---------------- | - | - | - | ---- |
| 1956 | Hong Kong                               | Non partecipante | - | - | - | -    |
| 1960 | Corea del Sud                           | Non partecipante | - | - | - | -    |
| 1964 | Israele                                 | Non partecipante | - | - | - | -    |
| 1968 | Iran                                    | Non partecipante | - | - | - | -    |
| 1972 | Thailandia                              | Non partecipante | - | - | - | -    |
| 1976 | Iran                                    | Non partecipante | - | - | - | -    |
| 1980 | Kuwait                                  | Non partecipante | - | - | - | -    |
| 1984 | Singapore                               | Non partecipante | - | - | - | -    |
| 1988 | Qatar                                   | Non partecipante | - | - | - | -    |
| 1992 | Giappone                                | Non partecipante | - | - | - | -    |
| 1996 | Emirati Arabi Uniti                     | Non partecipante | - | - | - | -    |
| 2000 | Libano                                  | Non qualificata  | - | - | - | -    |
| 2004 | Cina                                    | Non qualificata  | - | - | - | -    |
| 2007 | Indonesia/ Malaysia Thailandia/ Vietnam | Non qualificata  | - | - | - | -    |
| 2011 | Qatar                                   | Non qualificata  | - | - | - | -    |
| 2015 | Australia                               | Primo turno      | 0 | 0 | 3 | 1:11 |
| 2019 | Emirati Arabi Uniti                     | Primo turno      | 0 | 2 | 1 | 0:3  |
| 2023 | Qatar                                   | Ottavi di finale | 1 | 1 | 2 | 6:7  |

## Rosa attuale
Lista dei 27 giocatori convocati da Ehab Abu Jazar per la gara di qualificazione al mondiale 2026 contro la Giordania e l'Iraq.
Presenze e reti aggiornate al 27 marzo 2025.
| 1  | P | Toufic Ali        | 8 novembre 1989  | 40 | 0  | Jabal Al-Mukaber       |  |  |
| 16 | P | Mahdi Assi        | 24 dicembre 2004 | 0  | 0  | Mosaset Al-Bireh       |  |  |
| 22 | P | Rami Hamadeh      | 24 marzo 1994    | 55 | 0  | Al-Markhiya            |  |  |
|    |   |                   |                  |    |    |                        |  |  |
| 2  | D | Mohammed Khalil   | 5 aprile 1998    | 17 | 0  | Al-Akhdar              |  |  |
| 4  | D | Yaser Hamed       | 9 dicembre 1997  | 32 | 5  | Al-Gharafa             |  |  |
| 5  | D | Mohammed Saleh    | 18 luglio 1993   | 36 | 0  | Al-Rayyan              |  |  |
| 7  | D | Mus'ab Al-Batat   | 12 novembre 1993 | 70 | 1  | Al-Wakrah              |  |  |
| 14 | D | Ahmed Taha        | 6 giugno 2001    | 1  | 0  | Kafr Qasim             |  |  |
| 15 | D | Michel Termanini  | 8 maggio 1998    | 22 | 2  | Al-Wakrah              |  |  |
| 17 | D | Mousa Farawi      | 22 marzo 1998    | 17 | 0  | Ghazl El-Mehalla       |  |  |
| 20 | D | Ameed Mahajneh    | 11 ottobre 1996  | 11 | 0  | Al-Rayyan              |  |  |
|    | D | Wajdi Nabhan      | 27 luglio 2001   | 1  | 0  | Al-Jazira              |  |  |
|    |   |                   |                  |    |    |                        |  |  |
| 3  | C | Mohammed Rashid   | 3 luglio 1995    | 50 | 2  | Persebaya Surabaya     |  |  |
| 6  | C | Oday Kharoub      | 5 febbraio 1993  | 37 | 0  | Al-Ahly Bengasi        |  |  |
| 8  | C | Hamed Hamdan      | 1º marzo 2000    | 1  | 0  | Petrojet Football Club |  |  |
| 10 | C | Mahmoud Abu Warda | 31 maggio 1995   | 41 | 3  | Al Tahaddy Benghazi    |  |  |
| 18 | C | Adam Kaied        | 2 marzo 2002     | 2  | 0  | NAC Breda              |  |  |
| 23 | C | Ataa Jaber        | 3 ottobre 1994   | 12 | 0  | Qatar SC               |  |  |
|    | C | Ameed Sawafta     | 10 luglio 2000   | 5  | 0  | Al-Waab                |  |  |
|    |   |                   |                  |    |    |                        |  |  |
| 9  | A | Tamer Seyam       | 25 novembre 1992 | 67 | 14 | Al-Nasr Bengasi        |  |  |
| 11 | A | Oday Dabbagh      | 3 dicembre 1998  | 44 | 16 | Aberdeen               |  |  |
| 12 | A | Assad Al Hamlawi  | 27 ottobre 2000  | 1  | 0  | Śląsk Wrocław          |  |  |
| 13 | A | Badr Mousa        | 11 aprile 1999   | 7  | 0  | Petrojet Football Club |  |  |
| 18 | A | Mahmoud Eid       | 26 giugno 1993   | 25 | 1  | Bangkok United         |  |  |
| 19 | A | Wessam Abou Ali   | 4 gennaio 1999   | 7  | 2  | Al Ahly                |  |  |
| 21 | A | Zaid Qunbar       | 4 settembre 2002 | 14 | 3  | Al Ahly Benghazi       |  |  |
|    | A | Khaled Al-Nabris  | 27 marzo 2003    | 0  | 0  | Ismaily                |  |  |

## Tutte le rose

### Coppa d'Asia
Coppa d'Asia 20151 Ali, 2 Fares, 3 Abu Saleh, 4 Harbi, 5 Dheeb, 6 Jazar, 7 Nu'man, 8 Salhe, 9 Salem, 10 Al-Amour, 11 Maher, 12 Salah, 13 Ihbeisheh, 14 Jaber, 15 Al-Bahdari, 16 Eid, 17 Norambuena, 18 Al-Batat, 19 Abuhabib, 20 Abu Hammad, 21 Saleh, 22 Rami Hamadeh, 23 Said, CT: Jendeya
Coppa d'Asia 20191 Ali, 2 Mustafá, 3 Bassim, 4 Saleh, 5 Salah, 6 Shaban, 7 Al-Batat, 8 Cantillana, 9 Seyam, 10 Maraaba, 11 Islame, 12 Salem, 13 Ihbeisheh, 14 Jaber, 15 Al-Bahdari, 16 Kaddoura, 17 Tamburrini, 18 Dabbagh, 19 Wadi, 20 Albadawi, 21 Norambuena, 22 Hamadeh, 23 Darweesh, CT: Ould Ali
Coppa d'Asia 20231 Kaddoura, 2 Khalil, 3 Bassim, 4 Hamed, 5 Saleh, 6 Kharoub, 7 Al-Batat, 8 Hassan, 9 Seyam, 10 Warda, 11 Dabbagh, 12 Saldaña, 13 Qunbar, 14 Zubaida, 15 Termanini, 16 Abuaker, 17 Farawi, 18 Mahajneh, 19 Wadi, 20 Qunbar, 21 Batran, 22 Hamadeh, 23 Jaber, 24 Issa, 25 Jondi, 26 Kharoub, CT: Daboub

## Risultati nel Campionato della federazione calcistica dell'Asia occidentale
- Dal 2000 al 2014 - Primo turno

## Risultati nel AFC Challenge Cup
- 2006 - Quarti di finale
- 2008 - Ritirata
- 2010 - Non partecipante
- 2012 - 4º posto
- 2014 - 1º posto